# Campeonato Mundial de Halterofilismo de 2015
O Campeonato Mundial de Halterofilismo de 2015 foi a 82ª edição do campeonato de halterofilismo, organizado pela Federação Internacional de Halterofilismo (FIH). O campeonato ocorreu no Centro de Convenções George R. Brown, em Houston, nos Estados Unidos, entre 19 a 28 de novembro de 2015. Foram disputadas 15 categorias (8 masculino e 7 feminino), com a presença de 585 halterofilistas de 94 nacionalidades filiadas à Federação Internacional de Halterofilismo (FIH). Teve como destaque a China com 33 medalhas no total, sendo 19 de ouro. 

## Calendário
Horário local (UTC-6) 
| Data                   | Hora  | Evento                   |
| ---------------------- | ----- | ------------------------ |
| 20 de novembro de 2015 | 11:00 | -62 kg Masculino grupo D |
| 20 de novembro de 2015 | 13:00 | -56 kg Masculino grupo C |
| 20 de novembro de 2015 | 15:00 | -48 kg Feminino grupo C  |
| 20 de novembro de 2015 | 17:30 | -56 kg Masculino grupo B |
| 20 de novembro de 2015 | 19:30 | -48 kg Feminino grupo B  |
| 21 de novembro de 2015 | 09:00 | -62 kg Masculino grupo C |
| 21 de novembro de 2015 | 11:30 | -53 kg Feminino grupo C  |
| 21 de novembro de 2015 | 15:00 | -56 kg Masculino grupo A |
| 21 de novembro de 2015 | 17:30 | -48 kg Feminino grupo A  |
| 21 de novembro de 2015 | 19:30 | -62 kg Masculino grupo B |
| 21 de novembro de 2015 | 21:30 | -53 kg Feminino grupo B  |
| 22 de novembro de 2015 | 09:00 | -69 kg Masculino grupo D |
| 22 de novembro de 2015 | 11:30 | -69 kg Masculino grupo C |
| 22 de novembro de 2015 | 15:00 | -53 kg Feminino grupo A  |
| 22 de novembro de 2015 | 15:30 | -62 kg Masculino grupo A |
| 22 de novembro de 2015 | 19:30 | -69 kg Masculino grupo B |
| 22 de novembro de 2015 | 21:30 | -58 kg Feminino grupo C  |
| 23 de novembro de 2015 | 09:00 | -77 kg Masculino grupo D |
| 23 de novembro de 2015 | 11:30 | -58 kg Feminino grupo B  |
| 23 de novembro de 2015 | 15:00 | -58 kg Feminino grupo A  |
| 23 de novembro de 2015 | 17:30 | -69 kg Masculino grupo A |
| 23 de novembro de 2015 | 19:30 | -77 kg Masculino grupo C |
| 23 de novembro de 2015 | 21:30 | -77 kg Masculino grupo B |
| 24 de novembro de 2015 | 09:00 | -85 kg Masculino grupo D |
| 24 de novembro de 2015 | 11:30 | -85 kg Masculino grupo C |
| 24 de novembro de 2015 | 14:00 | -63 kg Feminino grupo C  |
| 24 de novembro de 2015 | 17:30 | -85 kg Masculino grupo A |
| 24 de novembro de 2015 | 19:30 | -85 kg Masculino grupo B |
| 24 de novembro de 2015 | 21:30 | -63 kg Feminino grupo B  |

| Data                   | Hora  | Evento                    |
| ---------------------- | ----- | ------------------------- |
| 25 de novembro de 2015 | 09:00 | -94 kg Masculino grupo D  |
| 25 de novembro de 2015 | 11:30 | -69 kg Feminino grupo C   |
| 25 de novembro de 2015 | 15:00 | -85 kg Masculino grupo A  |
| 25 de novembro de 2015 | 17:30 | -63 kg Feminino grupo A   |
| 25 de novembro de 2015 | 19:30 | -69 kg Feminino grupo B   |
| 25 de novembro de 2015 | 21:30 | -94 kg Masculino grupo C  |
| 26 de novembro de 2015 | 08:00 | -105 kg Masculino grupo D |
| 26 de novembro de 2015 | 10:00 | -94 kg Masculino grupo B  |
| 26 de novembro de 2015 | 13:00 | -94 kg Masculino grupo A  |
| 26 de novembro de 2015 | 15:30 | -69 kg Feminino grupo A   |
| 26 de novembro de 2015 | 17:30 | -105 kg Masculino grupo C |
| 27 de novembro de 2015 | 08:00 | -75 kg Feminino grupo C   |
| 27 de novembro de 2015 | 10:00 | -75 kg Feminino grupo B   |
| 27 de novembro de 2015 | 12:00 | -105 kg Masculino grupo B |
| 27 de novembro de 2015 | 15:00 | -75 kg Feminino grupo A   |
| 27 de novembro de 2015 | 17:30 | -105 kg Masculino grupo A |
| 27 de novembro de 2015 | 19:30 | +75 kg Feminino grupo C   |
| 28 de novembro de 2015 | 08:00 | +105 kg Masculino grupo C |
| 28 de novembro de 2015 | 10:00 | +105 kg Masculino grupo B |
| 28 de novembro de 2015 | 12:00 | +75 kg Feminino grupo B   |
| 28 de novembro de 2015 | 15:00 | +105 kg Masculino grupo A |
| 28 de novembro de 2015 | 17:30 | +75 kg Feminino grupo A   |

## Medalhistas
Os resultados foram os seguintes. 

### Masculino
| Evento             | Ouro                             | Ouro             | Prata                            | Prata            | Bronze                             | Bronze           |
| 56 kg (detalhes)   | 56 kg (detalhes)                 | 56 kg (detalhes) | 56 kg (detalhes)                 | 56 kg (detalhes) | 56 kg (detalhes)                   | 56 kg (detalhes) |
| ------------------ | -------------------------------- | ---------------- | -------------------------------- | ---------------- | ---------------------------------- | ---------------- |
| Arranque           | Wu Jingbiao · China              | 139 kg           | Arli Chontey · Cazaquistão       | 132 kg           | Om Yun-chol · Coreia do Norte      | 131 kg           |
| Arremesso          | Om Yun-chol · Coreia do Norte    | 171 kg           | Wu Jingbiao · China              | 163 kg           | Nestor Colonia · Filipinas         | 158 kg           |
| Total              | Om Yun-chol · Coreia do Norte    | 302 kg           | Wu Jingbiao · China              | 302 kg           | Thạch Kim Tuấn · Vietname          | 287 kg           |
| 62 kg (detalhes)   |                                  |                  |                                  |                  |                                    |                  |
| Arranque           | Chen Lijun · China               | 150 kg           | Francisco Mosquera · Colômbia    | 140 kg           | Óscar Figueroa · Colômbia          | 140 kg           |
| Arremesso          | Chen Lijun · China               | 183 kg           | Francisco Mosquera · Colômbia    | 175 kg           | Óscar Figueroa · Colômbia          | 175 kg           |
| Total              | Chen Lijun · China               | 333 kg           | Francisco Mosquera · Colômbia    | 315 kg           | Óscar Figueroa · Colômbia          | 315 kg           |
| 69 kg (detalhes)   |                                  |                  |                                  |                  |                                    |                  |
| Arranque           | Daniyar İsmayilov · Turquia      | 160 kg           | Oleg Chen · Rússia               | 160 kg           | Shi Zhiyong · China                | 158 kg           |
| Arremesso          | Shi Zhiyong · China              | 190 kg           | Kim Myong-hyok · Coreia do Norte | 187 kg           | Bredni Roque · México              | 186 kg           |
| Total              | Shi Zhiyong · China              | 348 kg           | Oleg Chen · Rússia               | 344 kg           | Daniyar İsmayilov · Turquia        | 343 kg           |
| 77 kg (detalhes)   |                                  |                  |                                  |                  |                                    |                  |
| Arranque           | Lü Xiaojun · China               | 175 kg           | Andranik Karapetyan · Armênia    | 167 kg           | Nijat Rahimov · Cazaquistão        | 165 kg           |
| Arremesso          | Nijat Rahimov · Cazaquistão      | 207 kg           | Mohamed Ehab · Egito             | 201 kg           | Andranik Karapetyan · Armênia      | 196 kg           |
| Total              | Nijat Rahimov · Cazaquistão      | 372 kg           | Mohamed Ehab · Egito             | 363 kg           | Andranik Karapetyan · Armênia      | 363 kg           |
| 85 kg (detalhes)   |                                  |                  |                                  |                  |                                    |                  |
| Arranque           | Tian Tao · China                 | 178 kg           | Artem Okulov · Rússia            | 176 kg           | Kianoush Rostami Irão              | 173 kg           |
| Arremesso          | Artem Okulov · Rússia            | 215 kg           | Kianoush Rostami Irão            | 214 kg           | Apti Aukhadov · Rússia             | 212 kg           |
| Total              | Artem Okulov · Rússia            | 391 kg           | Kianoush Rostami Irão            | 387 kg           | Apti Aukhadov · Rússia             | 380 kg           |
| 94 kg (detalhes)   |                                  |                  |                                  |                  |                                    |                  |
| Arranque           | Aurimas Didžbalis · Lituânia     | 180 kg           | Adrian Zieliński · Polónia       | 177 kg           | Vadzim Straltsou · Bielorrússia    | 175 kg           |
| Arremesso          | Vadzim Straltsou · Bielorrússia  | 230 kg           | Liu Hao · China                  | 219 kg           | Adrian Zieliński · Polónia         | 214 kg           |
| Total              | Vadzim Straltsou · Bielorrússia  | 405 kg           | Adrian Zieliński · Polónia       | 391 kg           | Dmytro Chumak · Ucrânia            | 386 kg           |
| 105 kg (detalhes)  |                                  |                  |                                  |                  |                                    |                  |
| Arranque           | Ivan Efremov · Uzbequistão       | 192 kg           | Alexandr Zaichikov · Cazaquistão | 191 kg           | Simon Martirosyan · Armênia        | 186 kg           |
| Arremesso          | David Bedzhanyan · Rússia        | 231 kg           | Alexandr Zaichikov · Cazaquistão | 230 kg           | Sardorbek Dusmurotov · Uzbequistão | 228 kg           |
| Total              | Alexandr Zaichikov · Cazaquistão | 421 kg           | David Bedzhanyan · Rússia        | 411 kg           | Artūrs Plēsnieks · Letônia         | 405 kg           |
| +105 kg (detalhes) |                                  |                  |                                  |                  |                                    |                  |
| Arranque           | Lasha Talakhadze · Geórgia       | 207 kg           | Gor Minasyan · Armênia           | 203 kg           | Irakli Turmanidze · Geórgia        | 202 kg           |
| Arremesso          | Mart Seim · Estónia              | 248 kg           | Lasha Talakhadze · Geórgia       | 247 kg           | Ahmed Mohamed · Egito              | 241 kg           |
| Total              | Lasha Talakhadze · Geórgia       | 454 kg           | Mart Seim · Estónia              | 438 kg           | Gor Minasyan · Armênia             | 437 kg           |

- — RECORDE 
MUNDIAL

### Feminino
| Evento            | Ouro                           | Ouro             | Prata                            | Prata            | Bronze                             | Bronze           |
| 48 kg (detalhes)  | 48 kg (detalhes)               | 48 kg (detalhes) | 48 kg (detalhes)                 | 48 kg (detalhes) | 48 kg (detalhes)                   | 48 kg (detalhes) |
| ----------------- | ------------------------------ | ---------------- | -------------------------------- | ---------------- | ---------------------------------- | ---------------- |
| Arranque          | Jiang Huihua · China           | 88& kg           | Vương Thị Huyền · Vietname       | 85 kg            | Hiromi Miyake · Japão              | 85 kg            |
| Arremesso         | Ri Song-gum · Coreia do Norte  | 110 kg           | Jiang Huihua · China             | 110 kg           | Vương Thị Huyền · Vietname         | 109 kg           |
| Total             | Jiang Huihua · China           | 198 kg           | Vương Thị Huyền · Vietname       | 194 kg           | Hiromi Miyake · Japão              | 193 kg           |
| 53 kg (detalhes)  |                                |                  |                                  |                  |                                    |                  |
| Arranque          | Chen Xiaoting · China          | 101 kg           | Hsu Shu-ching · Taipé Chinesa    | 96 kg            | Hidilyn Diaz · Filipinas           | 96 kg            |
| Arremesso         | Hsu Shu-ching · Taipé Chinesa  | 125 kg           | Chen Xiaoting · China            | 120 kg           | Hidilyn Diaz · Filipinas           | 117 kg           |
| Total             | Hsu Shu-ching · Taipé Chinesa  | 221 Kg           | Chen Xiaoting · China            | 221 kg           | Hidilyn Diaz · Filipinas           | 213 kg           |
| 58 kg (detalhes)  |                                |                  |                                  |                  |                                    |                  |
| Arranque          | Boyanka Kostova · Azerbaijão   | 112 kg           | Deng Mengrong · China            | 108 kg           | Sukanya Srisurat · Tailândia       | 106 kg           |
| Arremesso         | Boyanka Kostova · Azerbaijão   | 140 kg           | Deng Mengrong · China            | 137 kg           | Kuo Hsing-chun · Taipé Chinesa     | 133 kg           |
| Total             | Boyanka Kostova · Azerbaijão   | 252 kg           | Deng Mengrong · China            | 245 kg           | Kuo Hsing-chun · Taipé Chinesa     | 237 kg           |
| 63 kg (detalhes)  |                                |                  |                                  |                  |                                    |                  |
| Arranque          | Deng Wei · China               | 113 kg           | Tima Turieva · Rússia            | 112 kg           | Karina Goricheva · Cazaquistão     | 112 kg           |
| Arremesso         | Deng Wei · China               | 146 kg           | Choe Hyo-sim · Coreia do Norte   | 139 kg           | Tima Turieva · Rússia              | 136 kg           |
| Total             | Deng Wei · China               | 259 kg           | Tima Turieva · Rússia            | 248 kg           | Choe Hyo-sim · Coreia do Norte     | 243 kg           |
| 69 kg (detalhes)  |                                |                  |                                  |                  |                                    |                  |
| Arranque          | Xiang Yanmei · China           | 120 kg           | Anastasia Romanova · Rússia      | 116 kg           | Zhazira Zhapparkul · Cazaquistão   | 116 kg           |
| Arremesso         | Xiang Yanmei · China           | 143 kg           | Zhazira Zhapparkul · Cazaquistão | 140 kg           | Anastasia Romanova · Rússia        | 137 kg           |
| Total             | Xiang Yanmei · China           | 263 kg           | Zhazira Zhapparkul · Cazaquistão | 256 kg           | Anastasia Romanova · Rússia        | 253 kg           |
| 75 kg (detalhes)  |                                |                  |                                  |                  |                                    |                  |
| Arranque          | Kang Yue · China               | 127 kg           | Rim Jong-sim · Coreia do Norte   | 125 kg           | Svetlana Podobedova · Cazaquistão  | 121 kg           |
| Arremesso         | Rim Jong-sim · Coreia do Norte | 155 kg           | Kang Yue · China                 | 155 kg           | Svetlana Podobedova · Cazaquistão  | 155 kg           |
| Total             | Kang Yue · China               | 282 kg           | Rim Jong-sim · Coreia do Norte   | 280 kg           | Svetlana Podobedova · Cazaquistão  | 276 kg           |
| +75 kg (detalhes) |                                |                  |                                  |                  |                                    |                  |
| Arranque          | Tatiana Kashirina · Rússia     | 148 kg           | Meng Suping · China              | 145 kg           | Chitchanok Pulsabsakul · Tailândia | 136 kg           |
| Arremesso         | Tatiana Kashirina · Rússia     | 185 kg           | Meng Suping · China              | 180 kg           | Kim Kuk-hyang · Coreia do Norte    | 168 kg           |
| Total             | Tatiana Kashirina · Rússia     | 333 kg           | Meng Suping · China              | 325 kg           | Kim Kuk-hyang · Coreia do Norte    | 298 kg           |

- — RECORDE 
MUNDIAL

## Quadro de medalhas
Quadro de medalhas no total combinado
| Ordem | País            | Medalha de ouro | Medalha de prata | Medalha de bronze | Total |
| ----- | --------------- | --------------- | ---------------- | ----------------- | ----- |
| 1     | China           | 6               | 4                | 0                 | 10    |
| 2     | Rússia          | 2               | 3                | 2                 | 7     |
| 3     | Cazaquistão     | 2               | 1                | 1                 | 4     |
| 4     | Coreia do Norte | 1               | 1                | 2                 | 4     |
| 5     | Taipé Chinesa   | 1               | 0                | 1                 | 2     |
| 6     | Azerbaijão      | 1               | 0                | 0                 | 1     |
| 6     | Bielorrússia    | 1               | 0                | 0                 | 1     |
| 6     | Geórgia         | 1               | 0                | 0                 | 1     |
| 9     | Colômbia        | 0               | 1                | 1                 | 2     |
| 9     | Vietname        | 0               | 1                | 1                 | 2     |
| 11    | Egito           | 0               | 1                | 0                 | 1     |
| 11    | Estónia         | 0               | 1                | 0                 | 1     |
| 11    | Irão            | 0               | 1                | 0                 | 1     |
| 11    | Polónia         | 0               | 1                | 0                 | 1     |
| 15    | Armênia         | 0               | 0                | 2                 | 2     |
| 16    | Japão           | 0               | 0                | 1                 | 1     |
| 16    | Letônia         | 0               | 0                | 1                 | 1     |
| 16    | Filipinas       | 0               | 0                | 1                 | 1     |
| 16    | Turquia         | 0               | 0                | 1                 | 1     |
| 16    | Ucrânia         | 0               | 0                | 1                 | 1     |
| Total | Total           | 15              | 15               | 15                | 45    |

Quadro de medalhas nos levantamentos + total combinado
| Ordem | País            | Medalha de ouro | Medalha de prata | Medalha de bronze | Total |
| ----- | --------------- | --------------- | ---------------- | ----------------- | ----- |
| 1     | China           | 19              | 13               | 1                 | 33    |
| 2     | Rússia          | 6               | 7                | 5                 | 18    |
| 3     | Coreia do Norte | 4               | 4                | 4                 | 12    |
| 4     | Cazaquistão     | 3               | 5                | 6                 | 14    |
| 5     | Azerbaijão      | 3               | 0                | 0                 | 3     |
| 6     | Taipé Chinesa   | 2               | 1                | 2                 | 5     |
| 7     | Geórgia         | 2               | 1                | 1                 | 4     |
| 8     | Bielorrússia    | 2               | 0                | 1                 | 3     |
| 9     | Estónia         | 1               | 1                | 0                 | 2     |
| 10    | Turquia         | 1               | 0                | 1                 | 2     |
| 10    | Uzbequistão     | 1               | 0                | 1                 | 2     |
| 12    | Lituânia        | 1               | 0                | 0                 | 1     |
| 13    | Colômbia        | 0               | 3                | 3                 | 6     |
| 14    | Armênia         | 0               | 2                | 4                 | 6     |
| 15    | Vietname        | 0               | 2                | 2                 | 4     |
| 16    | Egito           | 0               | 2                | 1                 | 3     |
| 16    | Irão            | 0               | 2                | 1                 | 3     |
| 16    | Polónia         | 0               | 2                | 1                 | 3     |
| 19    | Filipinas       | 0               | 0                | 4                 | 4     |
| 20    | Japão           | 0               | 0                | 2                 | 2     |
| 20    | Tailândia       | 0               | 0                | 2                 | 2     |
| 22    | Letônia         | 0               | 0                | 1                 | 1     |
| 22    | México          | 0               | 0                | 1                 | 1     |
| 22    | Ucrânia         | 0               | 0                | 1                 | 1     |
| Total | Total           | 45              | 45               | 45                | 135   |

## Classificação por equipe
| Posição | Equipe       | Pontos |
| ------- | ------------ | ------ |
| 1       | Rússia       | 422    |
| 2       | China        | 385    |
| 3       | Colômbia     | 378    |
| 6       | Tailândia    | 333    |
| 4       | Bielorrússia | 320    |
| 5       | Armênia      | 297    |

| Posição | Equipe          | Pontos |
| ------- | --------------- | ------ |
| 1       | China           | 558    |
| 2       | Cazaquistão     | 431    |
| 3       | Tailândia       | 374    |
| 4       | Taipé Chinesa   | 355    |
| 5       | Coreia do Norte | 335    |
| 6       | Rússia          | 315    |

## Participantes
Um total de 585 halterofilistas de 94 nacionalidades participaram do evento.
| - Albânia (2) - Samoa Americana (1) - Armênia (11) - Aruba (1) - Austrália (7) - Áustria (1) - Azerbaijão (11) - Bielorrússia (12) - Bélgica (2) - Brasil (6) - Bulgária (4) - Canadá (10) - Chile (3) - China (15) - Taipé Chinesa (13) - Colômbia (14) - Ilhas Cook (1) - Costa Rica (1) - Croácia (2) - Cuba (7) - Curaçau (1) - Chipre (2) - Chéquia (6) - Dinamarca (5) - República Dominicana (7) - Equador (12) - Egito (14) - El Salvador (1) - Estónia (1) - Estados Federados da Micronésia (1) - Fiji (2) - Finlândia (8) | - França (12) - Geórgia (9) - Alemanha (10) - Gana (2) - Grã-Bretanha (7) - Grécia (1) - Guam (1) - Hong Kong (1) - Hungria (5) - Islândia (5) - Índia (10) - Indonésia (13) - Irão (7) - Irlanda (5) - Israel (3) - Itália (8) - Japão (15) - Cazaquistão (15) - Kiribati (1) - Kosovo (1) - Quirguistão (2) - Letônia (2) - Líbano (1) - Lituânia (7) - Ilhas Marshall (2) - Ilhas Maurícias (2) - México (12) - Moldávia (9) - Mongólia (12) - Nauru (1) - Nova Zelândia (3) - Nicarágua (2) | - Nigéria (2) - Coreia do Norte (12) - Noruega (2) - Palau (1) - Papua-Nova Guiné (3) - Filipinas (2) - Polónia (14) - Porto Rico (1) - Roménia (11) - Rússia (15) - Arábia Saudita (5) - Seicheles (1) - Ilhas Salomão (1) - África do Sul (1) - Coreia do Sul (15) - Espanha (14) - Sri Lanka (3) - Suécia (3) - Suíça (1) - Tailândia (15) - Tunísia (6) - Turquia (15) - Turquemenistão (8) - Uganda (1) - Ucrânia (13) - Estados Unidos (15) - Uruguai (1) - Uzbequistão (12) - Venezuela (15) - Vietname (7) |